# Chikkagavanahalli, Arkalgud
Chikkagavanahalli là một làng thuộc tehsil Arkalgud, huyện Hassan, bang Karnataka, Ấn Độ.